# Maropati
Maròpati (Maròpatri in calabrese e in greco-calabro) è un comune italiano di 1 305 abitanti della città metropolitana di Reggio Calabria in Calabria.

## Origini del nome
Sono state riscontrate, nel corso del tempo, altre forme del toponimo: Maro-patre (1636), Maropulli, Maropudi (1664), Magropiti (1696), Maropati (1691-1697), Maropatre (1720).

## Monumenti e luoghi d'interesse

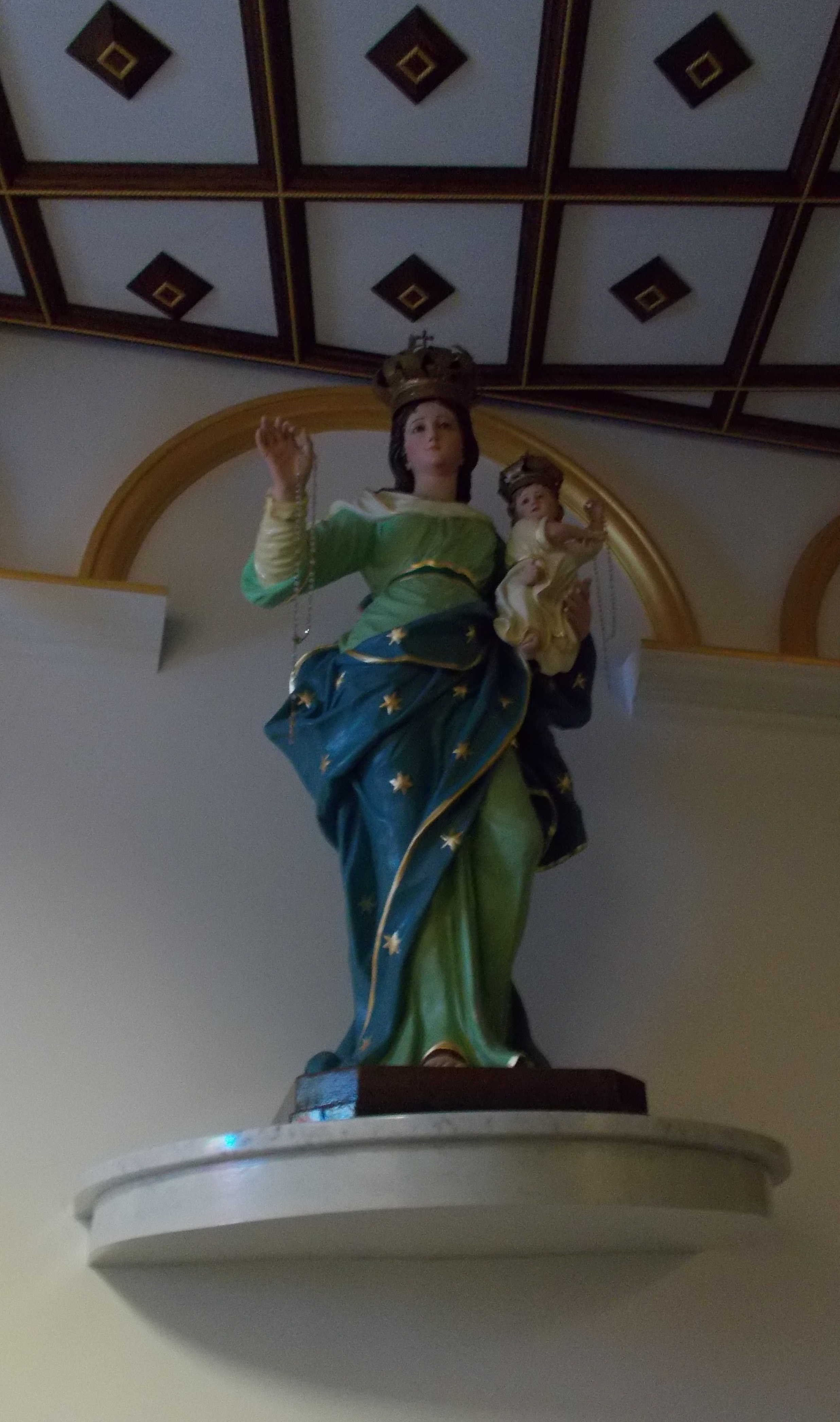
la statua lignea della Madonna del Rosario

Al centro del paese si trova la chiesa di Santa Lucia, la cui presenza è attestata sin dal XVI secolo.
Presso il comune si trova un altro edificio religioso di notevole importanza: la chiesa matrice di San Giorgio Martire: all'interno vi si trova la statua lignea della Madonna del Rosario, scolpita da Fortunato Morani da Polistena, nato nel 1828. Ridipinta ripetute volte, fu poi privata del nome dell'autore sotto la base. In epoca più recente la chiesa fu allestita di stucchi opera delli Vincenzo Morani. L'altare piccolo in legno con angioletti conserva l'immagine della Madonna di Pompei ed è anch'esso opera di Vincenzo Morani nello stesso periodo dei lavori in stucco.

## Società

### Evoluzione demografica
Abitanti censiti

### Tradizioni e folclore
Il 3 gennaio 1971, in una casa del centro storico, qualcuno vide un quadro della Madonna del Rosario di Pompei "lacrimare sangue". Ne seguì un cospicuo flusso di visitatori provenienti da molte altre località.
In data 16 settembre 1980 il vescovo della Diocesi di Oppido Mamertina, Monsignor Santo Bergamo, riferì le conclusioni "della commissione di indagine secondo la quale i fatti avvenuti "non contengono elementi tali da poter affermare la soprannaturalità". Pertanto i sacerdoti sono stati diffidati dall'organizzare celebrazioni, processioni, pellegrinaggi relativi alla "cosiddetta lacrimazione"".

## Geografia antropica

### Suddivisioni storiche
I quartieri più centrali comprendono Assunta, Papa, Gesù e Maria, Kirillina, Furco.

## Infrastrutture e trasporti
Il comune è interessato dalla Strada Provinciale 4.